# August Wahlgren
Carl August Wahlgren, más conocido como August Wahlgren, fue un actor sueco.

## Biografía
Es hijo del minero Frans Edvard Wahlgren y de Maria Pettersson, tiene un hermano Frans Oscar Wahlgren.
En 1886 casó con la actriz sueca Stassa Wahlgren, la pareja tuvo un hijo, el predicador Frans Olof August Wahlgren en 1887.

## Carrera
Apareció en "duettistpar" junto a su esposa Stassa Wahlgren.
Trabajó en revistas del periodista Emil Norlander donde realizó columnas como "I grevens tid" (junto a Stassa en 1892), así como "Tre procent" (en 1893) y "Min utkomst" (en 1896).

## Filmografía

### Teatro
| Año  | Obra                     | Personaje    | Teatro      | Notas                   |
| ---- | ------------------------ | ------------ | ----------- | ----------------------- |
| 1887 | Rosen på Tistelön        | Padre        | Vasateatern | junto a Stassa Wahlgren |
| 1887 | Prinsessan av Trebizonde | Tremelini    | Vasateatern | junto a Stassa Wahlgren |
| 1887 | Fatinitza                | Izzet Pascha | Vasateatern | -                       |
| 1886 | Paradiset                | -            | Vasateatern | junto a Stassa Wahlgren |